# ピーター・モカバ・スタジアム
ピーター・モカバ・スタジアム（英語: Peter Mokaba Stadium）は、南アフリカ共和国リンポポ州カプリコーン郡ポロクワネの球技場である。

## 概要
2010年開催のFIFAワールドカップの競技場のひとつである。当初は、現在のスタジアムを改修する予定であったが、日本円で約143億もの建設費を投じて新設することになった。スタジアム名のピーター・モカバは2002年にエイズで死去したANC青年同盟議長であった。